# شد

اتجاه الشد عكس اتجاه القوة المسببة له

الشد هو قوة رد فعل تنشأ في خيط أو حبل أو أي شيء مشابه ويكون اتجاه هذه القوة موازيا للخيط وفي اتجاه مضاد للقوة المؤثرة على الخيط والمسببة للشد.
و هذا يتبع قانون نيوتن القائل (لكل فعل رد فعل مساو له في المقدار ومضاد له في الاتجاه.)
و يلاحظ أن الشد ليس أحادي الاتجاه بل يمكن أن ينشأ في أكثر من اتجاه أو بعد. ومثال ذلك التوتر السطحي أو الشد السطحي الذي ينشأ على سطح السوائل أو البالون الذي ينشأ فيه رد الفعل في أكثر من اتجاه.